# Körfez İskenderunspor

Vereinswappen welches bis zur Namensänderung in Körfez İskenderunspor FK zum Saisonstart 2014/15 verwendet wurde

Defne Anadolu Football Club, abgekürzt als Defne Anadolu FK (ehemals Körfez İskenderunspor, İskenderun Demir Çelikspor (İDÇ Spor), İsdemirspor, İDÇ General Directoratespor), ist die Fußballmannschaft von İskenderun, die am 1. September 1991 gegründet wurde. Der Club nahm später seine Aktivitäten in Defne mit derselben Registrierungsnummer auf. Sie spielen ihre Spiele im Defne Belediye Atatürk Stadion. Die Farben des Vereins wurden nach dem Wechsel zu Defne als Blau-Weiß registriert. Es hat keine Verbindung zu Iskenderun.

## Geschichte
Der Verein wurde 1991 als Betriebsverein der in İskenderun ansässigen Stahl und Eisengewerkschaft gegründet. 1995 schaffte der Verein den Aufstieg in die damals niedrigste Profiliga der Türkei, die heutige TFF 2. Lig. Nach neun Jahren Spielbetrieb in dieser Liga verbrachte man die Spielzeit 2004/05 in der Viertklassigen TFF 3. Lig, stieg jedoch am Saisonende direkt wieder auf.
Der Sportverein hat außer Fußball auch weitere Abteilungen und trägt den offiziellen Vereinsnamen İskenderun Demir Çelikspor Kulübü. Weitere gängige Namen sind İskenderun DÇ und İskenderun DÇ Spor. Der Spitzname der Mannschaft lautet Kızıl Körfez (dt.: Roter Golf) und ist eine Anspielung auf den Golf von İskenderun und auf die Vereinsfarbe Rot, die einen Großteil der Trikots abdeckt.

### Namensänderung
Im März 2014 wurde in einer Mitgliederversammlung beschlossen den Verein in Körfez İskenderunspor umzubenennen. Die Namensänderung begründete damit, dass man mit der Namensänderung dem Wunsch der Stadtbevölkerung entgegenkommen wollte, die einen Nachfolgeverein des historischen Klubs İskenderunspor haben wollten. Der neue Name wurde bewusst so gewählt um eine Assoziation mit dem historischen İskenderunspor hervorzurufen und um eine spätere Namensänderung in İskenderunspor zu ermöglichen. Im Juli 2014 genehmigte der türkische Fußballverband die Namensänderung. Unklar blieb ob nur die Fußballsparte von İskenderun Demir Çelikspor in Körfez İskenderunspor umbenannt wurde, oder der gesamte Sportverein.
In der Drittligasaison 2014/15 verfehlte die Mannschaft den Klassenerhalt der TFF 2. Lig und stieg damit in die TFF 3. Lig ab. In diese Liga abgestiegen, verfehlte der Verein auch hier den Klassenerhalt und stieg damit nach 21 Jahren in die Amateurliga ab.

## Ligazugehörigkeit
- 1. Liga: -
- 2. Liga: -
- 3. Liga: 1995–2004, 2005–2015
- 4. Liga: 2004–2005, 2015–2016
- Bölgesel Amatör Lig: bis 1995, seit 2016

## Weitere Abteilungen
- Basketball
- Volleyball
- Judo
- Boxen
- Ringen
- Leichtathletik
- Gymnastik
- Segeln

## Trainer
- Osman Özköylü (2009–2010)